# Simson S50

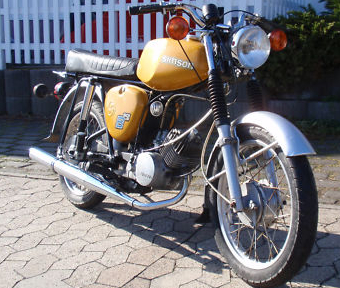
S50

Simson S50 – motorower produkowany w latach 1975 – 1980, w niemieckiej fabryce VEB Fahrzeug- und Jagdwaffenwerk Ernst Thälmann Suhl, należącej do związku IFA. Powstał jako następca modeli SR4, wyglądem przypominał motocykl. Po raz pierwszy zastosowano widelec teleskopowy, co było spowodowane trendem (motocykle MZ również zostały wyposażone w widelec teleskopowy). Zawieszenie w przeciwieństwie do MZ nie posiadało hydraulicznego tłumienia, a jedynie hydrauliczny ogranicznik skoku, który wynosił 130 mm. Od 1979 roku model S50 i jego następcy otrzymały zmodyfikowany widelec teleskopowy (krótsze sprężyny). Zastosowany silnik M53/2 został zmodernizowany w stosunku do swoich poprzedników, otrzymał chłodzenie swobodnym przepływem powietrza, zwiększono osiągi i elastyczność.
Dzisiaj można spotkać jeszcze ten model Simsona, jednak jest on mniej popularny, niż jego następca, Simson S51. Silniki, zastosowane w S50 miały trójstopniowe skrzynie biegów. Simsony S50 produkowane od 1978 r. miały zbiorniki tzw. płytkie, stosowane potem w S51.

## Modele Simsona S50

### S50 N (1975-1980 – 86.300 szt)
Najuboższa wersja, nie posiadała stacyjki, nie miała kierunkowskazów, reflektor przedni o mocy 15/15W, sygnał dźwiękowy zasilany z baterii 4 ogniw R20. Oferowana była jedynie w niebieskim kolorze. Typ silnika, zastosowany w tym modelu to: M53/2KF

### S50 B (1975-1976 – 81.400 szt)
Bogatsza wersja, w której były kierunkowskazy (przełącznik po prawej stronie kierownicy), stacyjka i akumulator. Typ silnika, który można było w tym modelu spotkać to: M53/2KF.

### S50 B1 (1976-1980 – 287.000 szt)
Wersja "B" ze zmodernizowaną instalacją elektryczną. Wprowadzono układ zapłonowy SLPZ z zewnętrzną cewką wysokiego napięcia. Zastosowano reflektor przedni o mocy 25/25W, pojawiła się funkcja świateł postojowych, funkcja "flash" i przełącznik kierunkowskazów po lewej stronie kierownicy. Typ silnika, który można było w tym modelu spotkać to: M53/21KF.

### S50 B2 "Electronic" (1976-1980 – 125.000 szt)
Wersja wyposażona w nowy, bezstykowy elektroniczny układ zapłonowy SLEZ. Zastosowano reflektor przedni o mocy 35/35W. Na prawej pokrywie silnika pojawiło się oznaczenie "SIMSON Electronic". Ta wersja miała silnik typu: M53/22KF.

## Podstawowe dane techniczne
- Silnik spalinowy – dwusuwowy, jednocylindrowy typ M53/2KF
- Moc – 3,7 KM (2,72 kW) przy 5500 obr./min
- Zużycie paliwa – 2,5 – 2,8 l/100 km
- Prędkość maksymalna – 60 km/h
- Średnica cylindra 40 mm
- Skok tłoka 39,5 mm
- Stopień sprężania 9,5:1
- Skrzynia biegów o 3 przełożeniach
- Przeniesienie napędu – łańcuch
- Instalacja elektryczna 6 V
- Skok zawieszenia – przód/tył 130/85
- Rozstaw osi – 1250mm
- Hamulce – bębnowe
- Masa – 81 kg

## Bibliografia

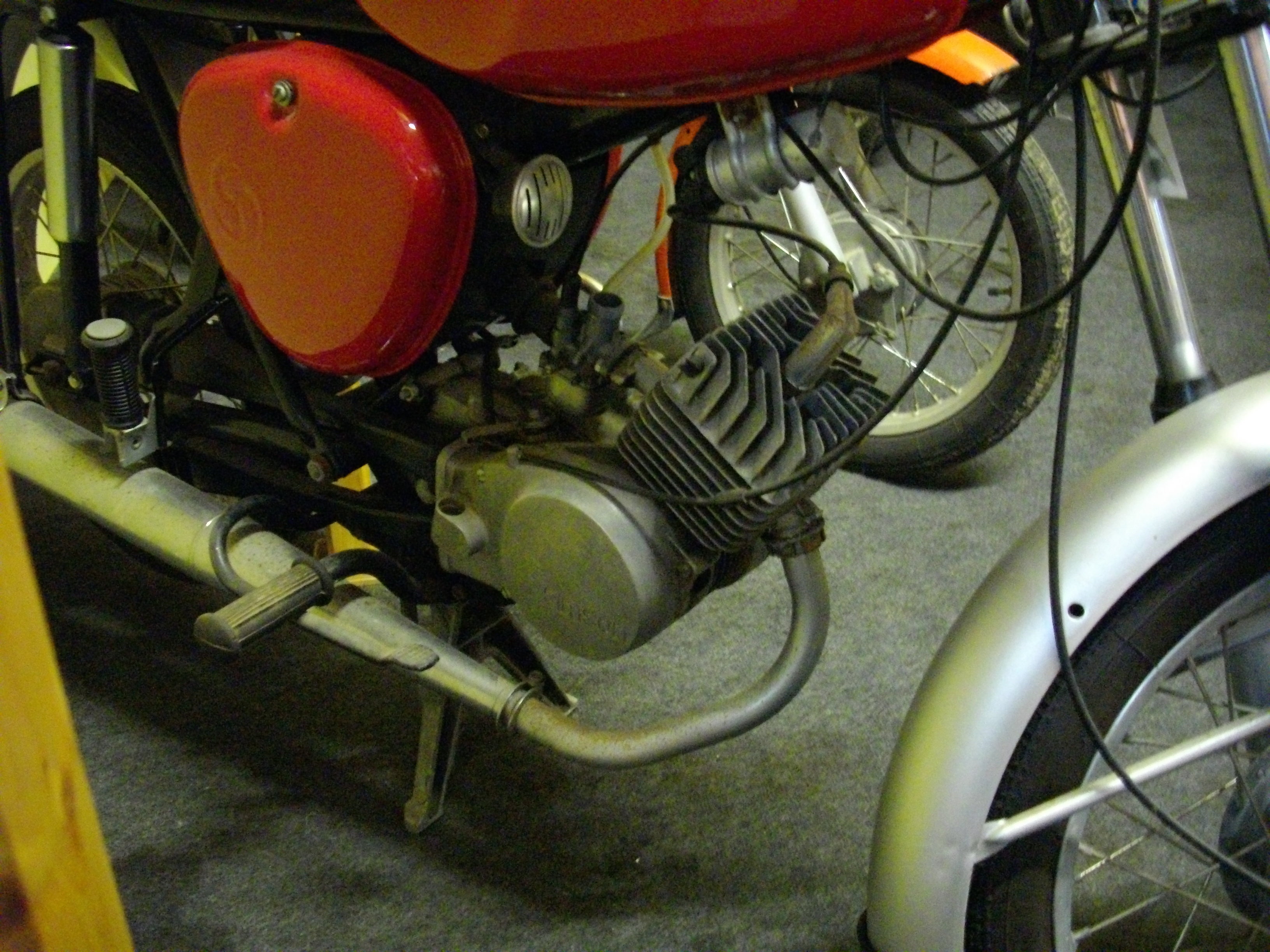
silnik 3 biegowy